# بوب كينسلا
بوب كينسلا (بالإنجليزية: Bob Kinsella)‏ هو لاعب كرة قاعدة أمريكي، ولد في 5 يناير 1899 في سبرينغفيلد في الولايات المتحدة، وتوفي في 30 ديسمبر 1951 في لوس أنجلوس في الولايات المتحدة.

## وصلات خارجية
- بوب كينسلا على موقعبيزبول رفرنس.كوم (الدوري الرئيسي) (الإنجليزية)